# توماس بوفرت، کنت پرش
توماس بوفرت، کنت پرش (انگلیسی: Thomas Beaufort, Count of Perche؛ ؛ ‏ تلفظ نام‌خانوادگی: ‎/ˈboʊfərt/‎ BOH-fərt؛ ‏ ۱۴۰۵ – ۲ اکتبر ۱۴۳۱)  نجیب‌زاده و فرماندهٔ نظامی بریتانیایی در دوران جنگ صدساله بود.
او سومین پسر جان بوفرت، نخستین ارل سامرست و مارگارت هالند بود.